# Estación de Mels
La estación de Mels es la principal estación ferroviaria de la comuna suiza de Mels, en el Cantón de San Galo.

## Historia y ubicación
La estación de Mels fue inaugurada en 1859 con la apertura del tramo Ziegelbrücke - Sargans de la línea férrea Ziegelbrücke - Chur por parte del Vereinigte Schweizerbahnen (VSB). 
La estación se encuentra ubicada en el borde noroeste del núcleo urbano de Mels. Cuenta con un único andén central, al que acceden dos vías pasantes, a las que hay que sumar otras dos vías pasantes más y una derivación a una industria en el noroeste de la estación.
En términos ferroviarios, la estación se sitúa en la línea Ziegelbrücke - Chur. Sus dependencias ferroviarias colaterales son la estación de Flums hacia Ziegelbrücke y la estación de Sargans hacia Chur.

## Servicios ferroviarios
Los servicios ferroviarios de esta estación están prestados por SBB-CFF-FFS:

### Regionales
A la estación llegan trenes Regio con una frecuencia cadenciada de un tren cada hora por sentido:
- R Ziegelbrücke - Sargans - Landquart - Chur.